# Saison 3 de 24 Heures chrono
Chronologie
Saison 2 Saison 4
Cet article présente le guide des épisodes de la saison 3 de la série télévisée 24 heures Chrono. La saison débute à 13 heures et s'achève à la même heure le lendemain. Cette saison se déroulant 3 ans après la saison 2, l'action se déroulerait donc en septembre 2004, bien que l'épisode ne soit pas daté.

## Personnages
Ici sont listés les acteurs dont le personnage fait partie des plus importants :

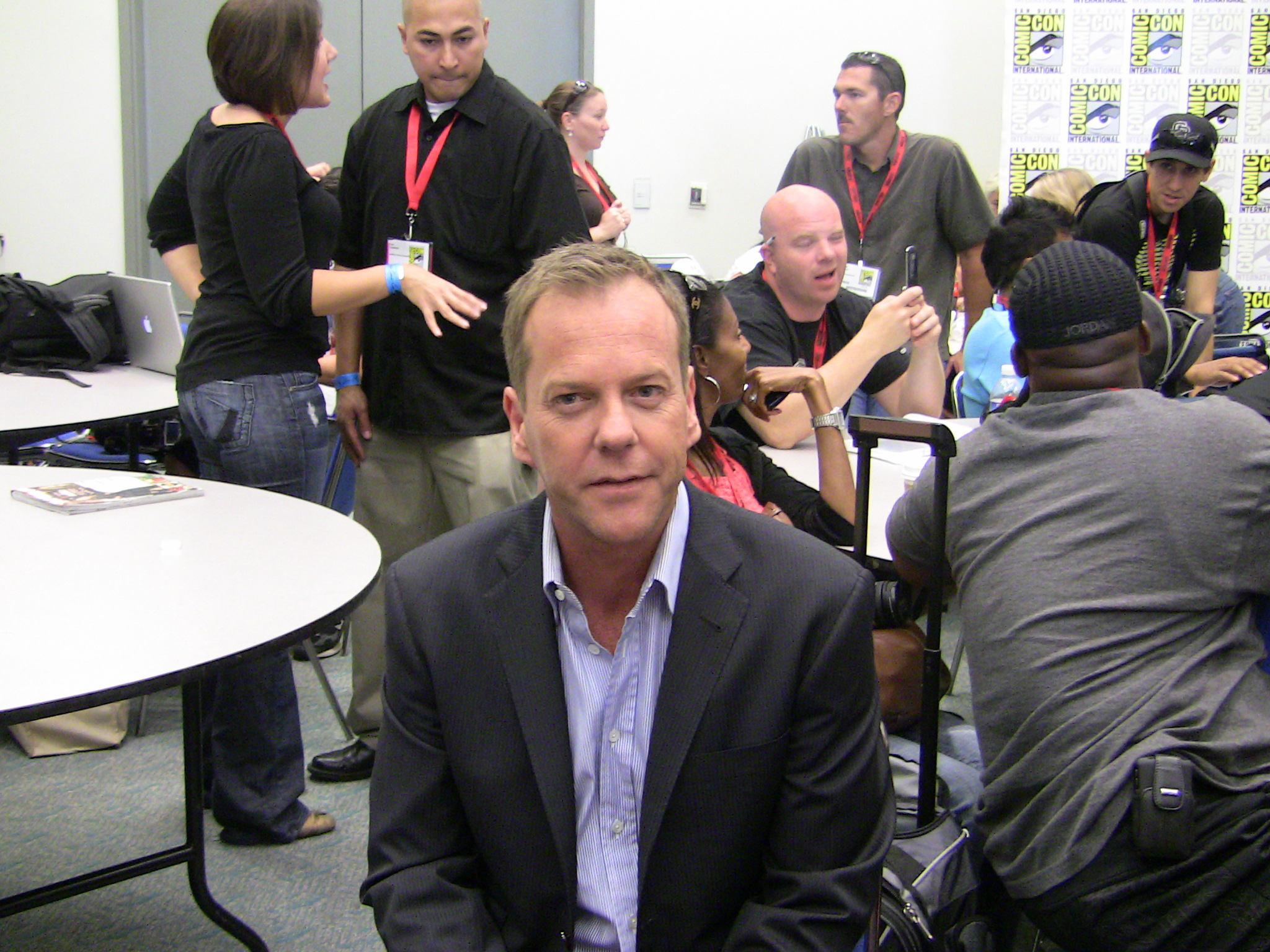
Kiefer Sutherland en 2009

- Kiefer Sutherland (VF : Patrick Béthune) : Jack Bauer (24/24)
- Elisha Cuthbert (VF : Caroline Lallau) : Kim Bauer (24/24)
- Carlos Bernard (VF : Bertrand Liebert) : Tony Almeida (24/24)
- Reiko Aylesworth (VF : Charlotte Marin) : Michelle Dessler (24/24)
- James Badge Dale (VF : Guillaume Lebon) : Chase Edmunds (24/24)
- Dennis Haysbert (VF : Paul Borne) : le président David Palmer (24/24)
- Mary Lynn Rajskub (VF : Patricia Marmoras) : Chloe O'Brian
- D. B. Woodside (VF : Serge Faliu) : Wayne Palmer
- Zachary Quinto (VF : Adrien Antoine) : Adam Kaufman
- Jesse Borrego (VF : Philippe Vincent) : Gael Ortega
- Paul Schulze (VF : Lionel Tua) : Ryan Chappelle
- Joaquim de Almeida (VF : Joël Martineau) : Ramon Salazar
- Vincent Laresca (VF : Bruno Choël) : Hector Salazar
- Vanessa Ferlito (VF : Véronique Desmadryl) : Claudia Salazar
- Paul Blackthorne (VF : James Schuman) : Stephen Saunders
- Penny Johnson Jerald (VF : Pascale Vital) : Sherry Palmer
- Greg Ellis (VF : Xavier Fagnon) : Michael Amador
- Sarah Clarke (VF : Rafaèle Moutier) : Nina Myers

## Synopsis
La saison 3 se déroule 3 ans après la saison 2.
Dans cette saison, la CTU doit empêcher des terroristes de répandre un virus mortel à Los Angeles. Jack essaie de gérer son addiction à l’héroïne contractée après sa mission sous couverture avec Hector et Ramon Salazar et il n’a toujours pas surmonté la mort de sa femme Teri lors de la première saison. Jack a un petit protégé, Chase Edmunds, mais les choses tournent mal quand il apprend que Chase a une relation avec sa fille Kim, ce qui ne manque pas de créer des tensions entre les trois collègues.
Le Président Palmer se présente à sa réélection face au Sénateur John Keeler, mais sa campagne est compromise lorsque l’un de ses principaux soutiens, Alan Milliken, découvre que le frère de Palmer, Wayne, couche avec sa femme Julia. La campagne de Palmer prend un coup quand des révélations sont faites sur sa compagne et médecin personnel Anne Packard. Le Président demande à son ex-femme Sherry de s’occuper de Milliken. Mais elle va trop loin et tue Milliken en ne lui donnant pas les médicaments dont il a besoin pour rester en vie. Malgré les efforts de Palmer pour cacher la vérité, Keeler s’en sert pour le faire chanter. À la fin de la journée, Julia tue Sherry avant de se suicider. Palmer décide alors de ne pas se représenter.
À la CTU, Tony Almeida, Gael Ortega et Jack révèlent qu’ils travaillent sous couverture pour infiltrer le gang des Salazar. Chase n’est pas au courant de la situation et part sauver Jack, qui est retenu prisonnier par les Salazar. Tony se rétablit après une blessure par balle au cou et reprend la tête de la CTU, où beaucoup de gens doutent de ses capacités.
Nina réapparait alors que Jack et les Salazar tentent de prendre le virus à Michael Amador mais ils tombent tous dans le piège de Jack. Alors qu’elle est interrogée à la CTU, elle tente de se suicider. Elle s’enfuit ensuite de la CTU pour être retrouvée par Kim avant que Jack ne parvienne enfin à se venger de la mort de sa femme Teri.
Amador retrouve son complice Marcus Alvers, qui a répandu le virus dans le système d’aération d’un hôtel, ainsi que le véritable responsable des attaques Stephen Saunders. Gael est rapidement tué après avoir été exposé au virus alors qu’il tentait d’empêcher qu’il ne se répande dans le système de ventilation de l’hôtel et Michelle doit gérer l’attentat, ainsi que les clients de l’hôtel qui découvrent rapidement l’horrible vérité.
Saunders contacte le Président Palmer et lui fait part d’une série de revendications. L’une d’elles est de tuer le directeur régional de la Division Ryan Chappelle. Jack et Chase essaient désespérément de capturer Saunders mais Jack est finalement contraint de tuer Chappelle et de donner son corps comme preuve.
Une fois Saunders capturé, Jack fait tout son possible pour empêcher ses complices de lancer de nouvelles attaques et il est finalement contraint de couper la main de Chase après que celui-ci a attaché la boite contenant le virus à son poignet. Les médecins tentent de lui remettre sa main lorsque la saison s’achève.
La dernière scène de la saison 3 nous montre un Jack Bauer bouleversé fondant en larmes en pensant aux évènements de la journée alors que la CTU lui demande d’interroger un suspect. La saison se termine alors que Jack se rend à la CTU pour reprendre le travail.

## Format
Comme la plupart des saisons de 24, cette troisième saison peut être divisée en 3 actes :
1. Jack et la cellule sont face à un chantage terroriste qui menace d'une possible attaque biologique si le terroriste Salazar n'est pas libéré dans les 6 heures. Jack doit trouver une solution.
2. Après la mise en scène et le plan ingénieux de Jack, celui-ci doit absolument arrêter les acheteurs du virus sans compromettre sa couverture avec les Salazar.
3. Jack et la cellule doivent mettre la main sur le détenteur du virus avant que celui-ci le propage dans des zones stratégiques.

## Intrigues secondaires
- Jack lutte contre la dépendance à l'héroïne qui lui a permis de maintenir sa couverture.
- Le président Palmer se trouve face à un scandale lors de sa campagne de réélection impliquant sa petite amie qu'il a rencontré grâce à son travail de médecin personnel.
- Tony Almeida a du mal à donner la priorité à la sécurité nationale, favorisant son amour, Michelle Dessler.
- Jack désapprouve la relation entre Kim et Chase Edmunds.
- Les membres de la cellule sont en conflits avec Chloe O'Brian, notamment à cause d'un bébé qu'elle garde à la cellule.
- Palmer est obligé de couvrir un meurtre lorsque son ex-femme franchit largement les limites.

## Réception critiques
La moyenne des audiences par épisode est de 10.30 millions, c'est-à-dire une légère baisse d'un peu plus d'1 million par rapport à la saison précédente. Comme les deux précédentes saisons de 24, cette troisième saison récolte des critiques positives, mais légèrement en dessous des deux autres. La moyenne des notes des spectateurs sur Allociné est de 4.1/5 et 72 % d'avis sont positifs sur Metacritic. La saison a gagné le Golden Globe de la meilleure série télévisée dramatique, après trois nominations consécutives. Le magazine Empire a déclaré que l'épisode 18 est le "meilleur épisode" de la série, dont la fin s'achève par l'assassinat de Ryan Chapelle et un chrono silencieux à son honneur, "l'heure la plus émotionnelle et la plus noire de l'histoire de 24".

## Liste des épisodes

### Épisode 1:13h00 - 14h00
- États-Unis : 28 octobre 2003
- France : 25 septembre 2004 sur C+

- Sarah Wynter (Kate Warner)
- Lauren Storm (Jenna)
- Vincent Corazza (Tyler)
- Jorge Noa (1st Horse Trainer)
- Pamela Stollings (Reporter)
- John Bisom (NHS Security Guard)

### Épisode 2:14h00 - 15h00
- États-Unis : 4 novembre 2003
- France : 25 septembre 2004 sur C+

- David Reivers (Cop Fisher)

### Épisode 3:15h00 - 16h00
- États-Unis : 11 novembre 2003
- France : 2 octobre 2004 sur C+

- Lucinda Jenney (Helen Singer)
- Ted Marcoux (Sam Singer)
- Carlos Gomez (Luis Annicon)
- David Labiosa (Gomez)
- Ty Upshaw (Jeff Benson)
- Keith Mackechnie (Virologist)

### Épisode 4:16h00 - 17h00
- États-Unis : 18 novembre 2003
- France : 2 octobre 2004 sur C+

- Kevin Chapman (Warden Mitchell)
- Andy Umberger (Dr. Linzer)
- David Labiosa (Gomez)

### Épisode 5:17h00 - 18h00
- États-Unis : 25 novembre 2003
- France : 9 octobre 2004 sur C+

- Kevin Chapman (Warden Mitchell)
- Lobo Sebastian (Prisoner Peel)
- Leonard Roberts (Guard Buchanan)
- John Pyper-Ferguson (CTU Lab Tech)
- David Labiosa (Gomez)

### Épisode 6:18h00 - 19h00
- États-Unis : 2 décembre 2003
- France : 9 octobre 2004 sur C+

- Ted Marcoux (Sam Singer)
- Lucinda Jenney (Helen Singer)
- Steve Rankin (Major Blanchard)
- Andy Umberger (Dr. Linzer)
- Mark Thompson (Moderator)
- Henry LeBlanc (Officer Brooks)

### Épisode 7:19h00 - 20h00
- États-Unis : 9 décembre 2003
- France : 16 octobre 2004 sur C+

- Conor O'Farrell (Ted Packard)
- Miguel Najera (Tomas)
- Andy Umberger (Dr Linzer)
- Carlos Sanz (Simon)
- Wilmer Calderon (Pedro)
- Vivian Guzman (Sandra)

### Épisode 8:20h00 - 21h00
- États-Unis : 16 décembre 2003
- France : 16 octobre 2004 sur C+

- Greg Hartigan (Secret Service Agent)
- Miguel Najera (Tomas)
- Marco Sanchez (Rafael Gutierrez)

### Épisode 9:21h00 - 22h00
- États-Unis : 6 janvier 2004
- France : 23 octobre 2004 sur C+

- Margaret Easley (President's Aide)
- Darren OHare (Second Reporter)
- Albert Hall (Alan Milliken)
- Alicia Bien (Third Reporter)
- John Nielsen (First Reporter)
- Gino Montesinos (Edouardo)
- Edouardo Garcia (Emilio)
- Gina Torres (Julia Milliken)

### Épisode 10:22h00 - 23h00
- États-Unis : 13 janvier 2004
- France : 23 octobre 2004 sur C+

- Edouardo Garcia (Emilio)
- Matt Bushell (Cale)
- Gina Torres (Julia Milliken)
- Gino Montesinos (Edouardo)
- Jaclyn Sara Silvers (Sarah)

### Épisode 11:23h00 - Minuit
- États-Unis : 27 janvier 2004
- France : 30 octobre 2004 sur C+

- Gonzalo Menendez (Pablo)
- Albert Hall (Alan Milliken)
- Rick Ravanello (Captain Reiss)

### Épisode 12:Minuit - 1h00
- États-Unis : 3 février 2004
- France : 30 octobre 2004 sur C+

- Jack Kehler (Kevin Kelly)
- Rick Ravanello (Captain Reiss)

### Épisode 13:1h00 - 2h00
- États-Unis : 10 février 2004
- France : 6 novembre 2004 sur C+

- Christine Devine (Reporter)
- Thomas Hildreth (Delta Pilot)
- David Herman (Dalton Furelle)
- Albert Hall (Alan Milliken)
- Lothaire Bluteau (Marcus Alvers)
- Colby French (Mike Murphy)

### Épisode 14:2h00 - 3h00
- États-Unis : 17 février 2004
- France : 6 novembre 2004 sur C+

- États-Unis : 10,05 millions de téléspectateurs[1](première diffusion)

- Albert Hall (Alan Milliken)
- Ed Wasser (Carasone)
- Alexandra Flores (Beatrice)
- Lothaire Bluteau (Marcus Alvers)
- Jenette Goldstein (Rae Plachecki)
- David Herman (Dalton Furelle)

### Épisode 15:3h00 - 4h00
- États-Unis : 24 février 2004
- France : 13 novembre 2004 sur C+

- États-Unis : 10,50 millions de téléspectateurs[2](première diffusion)

- Tony Todd (Inspecteur Michael Norris)
- Nathanial Moon (Man With A Gun)
- Roger Ranney (Bellman)
- Doug Savant (Craig Phillips)
- Brian Catalano (Tech Agent)
- David Kelsey (CTU Forensics Agent)
- Matthew Kaminsky (Assistant)

### Épisode 16:4h00 - 5h00
- États-Unis : 30 mars 2004
- France : 13 novembre 2004 sur C+

- États-Unis : 11,50 millions de téléspectateurs[3](première diffusion)

- Doug Savant (Craig Phillips)
- Lothaire Bluteau (Marcus Alvers)
- Gavin Glennon (Saunders' Operative)
- Sue Jin Song (Guest)
- Bruce Nozick (Division Agent)
- Scott Klace (Angry Guest)
- Eamon Hunt (Saunders' Man)
- JD Cullum (Bruce Margolis)

### Épisode 17:5h00 - 6h00
- États-Unis : 6 avril 2004
- France : 20 novembre 2004 sur C+

- États-Unis : 10,77 millions de téléspectateurs[4](première diffusion)

- Lothaire Bluteau (Marcus Alvers)
- Doug Savant (Craig Phillips)
- Gabrielle Fitzpatrick (Diana White)
- Simon Templeman (Trevor Tomlinson)
- Joe D'Angerio (Osterlind)
- Michael Cavanaugh (Homeland Security Director Joseph O'Laughlin)
- David Chisum (Reporter #1

### Épisode 18:6h00 - 7h00
- États-Unis : 18 avril 2004
- France : 20 novembre 2004 sur C+

- États-Unis : 6,47 millions de téléspectateurs[5](première diffusion)

- Jenni Blong (Susan Cole)
- Brigid Brannagh (Kathy McCartney)
- Roger Ranney (Infected Male Hotel Guest)
- Mandy June Turpin (Infected Female Hotel Guest)
- Doug Savant (Craig Phillips)
- J. Scott Shonka (CTU Security Guard)
- Joe D'Angerio (Osterlind)

Saunders veut que Chopell soit tué à 7h près d'une voie ferrée. Palmer charge Jack de cette pénible et atroce mission. Alors que Tony et Chase pensent coincer Saunders, Chopell stresse à l'idée de mourir. Michelle propose aux personnes infectés de choisir leur mort en se suicidant avec des capsules. Saunders a trompé tout le monde ce qui contraint Jack d'assassiner Chopell...

### Épisode 19:7h00 - 8h00
- États-Unis : 20 avril 2004
- France : 27 novembre 2004 sur C+

- États-Unis : 10,54 millions de téléspectateurs[6](première diffusion)

- Maria del Mar (Rachel Forrester)
- Patrick Fabian (William Cole)
- Jenni Blong (Susan Cole)
- Michael Cavanaugh (Homeland Security Director Joseph O'Laughlin)
- Shiloh Strong (Lennox)
- Richard Holden (Agent Stone)
- Joe D'Angerio (Osterlind)

### Épisode 20:8h00 - 9h00
- États-Unis : 27 avril 2004
- France : 27 novembre 2004 sur C+

- États-Unis : 11,13 millions de téléspectateurs[7](première diffusion)

- Maria del Mar (Rachel Forrester)
- Joe D'Angerio (Osterlind)
- Forbes Riley (First Reporter)
- Pamela Stollings (Second Reporter)
- David Chisum (Third Reporter)

### Épisode 21:9h00 - 10h00
- États-Unis : 4 mai 2004
- France : 4 décembre 2004 sur C+

- États-Unis : 11,09 millions de téléspectateurs[8](première diffusion)

- Maria del Mar (Rachel Forrester)
- Matt Salinger (Mark Kanar)
- Shawn Woods (Frederick)
- Michele C. Bonilla (Reporter)
- Andre A. Rolfes (Security Person)

### Épisode 22:10h00 - 11h00
- États-Unis : 11 mai 2004
- France : 4 décembre 2004 sur C+

- États-Unis : 12,19 millions de téléspectateurs[9](première diffusion)

- Mark Rolston (Bruce Foxton)
- Kevin Fry (Kevin)
- Shawn Woods (Frederick)

### Épisode 23:11h00 - 12h00
- États-Unis : 18 mai 2004
- France : 11 décembre 2004 sur C+

- États-Unis : 10,97 millions de téléspectateurs[10](première diffusion)

- Mark Rolston (Bruce Foxton)
- Andrew Borba (Man In Subway)
- Brian Catalano (Tech)

### Épisode 24:12h00 - 13h00
- États-Unis : 25 mai 2004
- France : 11 décembre 2004 sur C+

- États-Unis : 12,31 millions de téléspectateurs[11] (première diffusion)

- Kamala Lopez Dawson (Theresa Ortega)
- Michael Cavanaugh (Homeland Security Director Joseph O'Laughlin)
- Salvator Xuereb (Arthur Rabens)
- Jenette Goldstein (Rae Plachecki)
- Randy Thompson (Agent Roger Summers)
- Conroe Brooks (Officer)
- Andre Rishi (Agent)